# 百丈沛水库
百丈沛水库是中国浙江省温州市文成县境内的一座水库，位于飞云江支流泗溪上，建于1960年。水库正常库容为3150万立方米，集雨面积为89平方千米，海拔为652.2米。